# Furgella intermedia
Furgella intermedia är en insektsart som beskrevs av Markl 1953. Furgella intermedia ingår i släktet Furgella och familjen myrlejonsländor. Inga underarter finns listade i Catalogue of Life.